# Conspiración para matar a un cura
Conspiración para matar a un cura es una película franco-estadounidense de 1988.

## Argumento
Se narra el asesinato del padre Alec (Christopher Lambert) en la Polonia de principios de la década de 1980, durante el ascenso del sindicalismo autónomo de Solidarność. Está basada en un hecho real, el asesinato en 1984 del sacerdote polaco Jerzy Popieluszko por la policía comunista, que había prestado apoyo a las acciones de dicho sindicato obrero. La película es una denuncia de la dictadura comunista polaca.

## Reparto
- Christopher Lambert: Padre Alek
- Ed Harris: Stefan
- Joss Ackland: Coronel
- Tim Roth: Feliks
- Timothy Spall: Igor
- Pete Postlethwaite: Josef
- Cherie Lunghi: Halina
- Joanne Whalley: Anna
- David Suchet: el obispo
- Charles Condou: Marek
- Wojciech Pszoniak: jugador de bridge
- André Chaumeau: Wacek
- Paul Crauchet: el padre de Alec
- Janine Darcey: la madre de Alec
- Brian Glover: el ministro
- Gregor Fisher: Padre Irek
- Matyelok Gibbs: la mujer del coronel
- Nicolas Serreau: Staszek
- Vincent Grass: Volak
- Johnny Allen
- Raoul Delfosse
- Eric Duret
- Huguette Faget
- Anne-Casa Pisani
- Jean-Pierre Stewart
- Hanna Sylberg